# 救いを求める女たち (アイスキュロス)
『救いを求める女たち』（すくいをもとめるおんなたち、希: Ἱκέτιδες, Hiketides, ヒケティデス、羅: Supplices）は、アイスキュロスによるギリシア悲劇。『嘆願する女たち』等とも。
神話にあるダナオスとその50人の娘の伝説を扱った作品である。続く2作
- 『エジプト人』（アイギュプティオイ）
- 『ダナオスの娘たち』（ダナイデス）

を加えた三部作（ダナイデス三部作）に、サテュロス劇『アミューモーネー』を加えた計四作で構成されていたが、今日では本作以外は散逸している。正確な上演年は不明であるが、この作品と同時上演された『ダナオスの娘たち』によってソポクレスを破ったとの記録があるので、古くともソポクレスが登場した紀元前468年以後の後期作品であると推測される。中でも紀元前463年が有力と考えられる。
作中に占める合唱隊の役割が他の作品に比べて大きく、アリストテレスによって悲劇の起源とされるディテュランボスの影響を未だ濃く残している作品だと言える。このため、かつては上記の年代よりもさらに古くに書かれたものだと考えられていた。

## 登場人物
- ダナオスの娘たち　合唱隊を構成する
- ダナオス　アルゴスの王女イーオーの遠孫
- ペラズゴス　アルゴスの領主
- アイギュプトスの息子たち　ダナオスの娘たちの従兄弟
- 伝令　アイギュプトスの使者

## あらすじ
エジプト王アイギュプトスの息子たちとの結婚を嫌って逃げてきたダナオスとその娘たちは、先祖の故地であるアルゴスへ逃げてきた。娘たちとダナオスは伝統に従って保護を求めるが、ペラスゴスはこれによってアイギュプトスとの争いを招くことを恐れて受け入れるべきか否かを悩む。結局、民会の決議に委ねることに相成った結論は、一致して受け入れに賛成する。そこにエジプトからアイギュプトスの息子とその軍隊が来襲、伝令を使わして娘たちを奪おうとするが、今やアルゴスの市民となった娘たちの窮地は王であるペラズゴスによって救われる。最後に娘たちが、この僥倖を授け給もうたアプロディテと諸々の神への感謝と今後もご加護の多からんことを祈り歌いながら、幕が下りる。

## 日本語訳
- 『アイスキュロス 悲壯劇』「嘆願の女達」 田中秀央・内山敬二郎訳、生活社、1943年
- 『ギリシア悲劇全集1』「救いを求める女たち」 呉茂一訳、人文書院、1960年
- 『ギリシャ悲劇全集1』「嘆願の女神達（ヒケティデス）」 内山敬二郎訳、鼎出版会、1979年 - 改訳版
- 『ギリシア悲劇Ⅰ アイスキュロス』「救いを求める女たち」 呉茂一訳、ちくま文庫、1985年 
  - 元版『世界古典文学全集8 アイスキュロス･ソポクレス』 筑摩書房、1964年
- 『ギリシア悲劇全集2』「ヒケティデス」 岡道男訳、岩波書店、1991年